# Pont de Montvert - Sud Mont Lozère
Pont de Montvert - Sud Mont Lozère (okzitanisch Pònt de Montverd - Sud Mont Losera) ist eine französische Gemeinde mit 537 Einwohnern (Stand: 1. Januar 2022) im Département Lozère in der Region Okzitanien. Sie gehört zum Arrondissement Florac und zum Kanton Saint-Étienne-du-Valdonnez. 
Sie entstand mit Wirkung vom 1. Januar 2016 als Commune nouvelle durch die Zusammenlegung der bisherigen Gemeinden Le Pont-de-Montvert, Fraissinet-de-Lozère und Saint-Maurice-de-Ventalon. Diese sind seither Communes déléguées.

## Gliederung
| Commune déléguée                      | ehemaliger INSEE-Code | Fläche (km²) | Einwohnerzahl (2021) |
| ------------------------------------- | --------------------- | ------------ | -------------------- |
| Le Pont-de-Montvert (Verwaltungssitz) | 48116                 | 90,25        | 300                  |
| Fraissinet-de-Lozère                  | 48066                 | 38,58        | 189                  |
| Saint-Maurice-de-Ventalon             | 48172                 | 38,51        | 056                  |

## Lage
Die Gemeinde liegt nahe der 1699 Meter hohen Erhebung Mont Lozère.
Nachbargemeinden sind 
- Mont Lozère et Goulet mit Mas-d’Orcières im Nordwesten,
- Cubières, Cubiérettes, Altier und Pourcharesses im Norden,
- Concoules und Vialas im Osten,
- Ventalon en Cévennes mit Saint-Frézal-de-Ventalon, Saint-Privat-de-Vallongue, Saint-André-de-Lancize, Cassagnas und Cans et Cévennes mit Saint-Julien-d’Arpaon im Süden,
- Florac Trois Rivières mit La Salle-Prunet im Südwesten,
- Bédouès und Les Bondons im Westen.